# Tomáš Václav Bílek

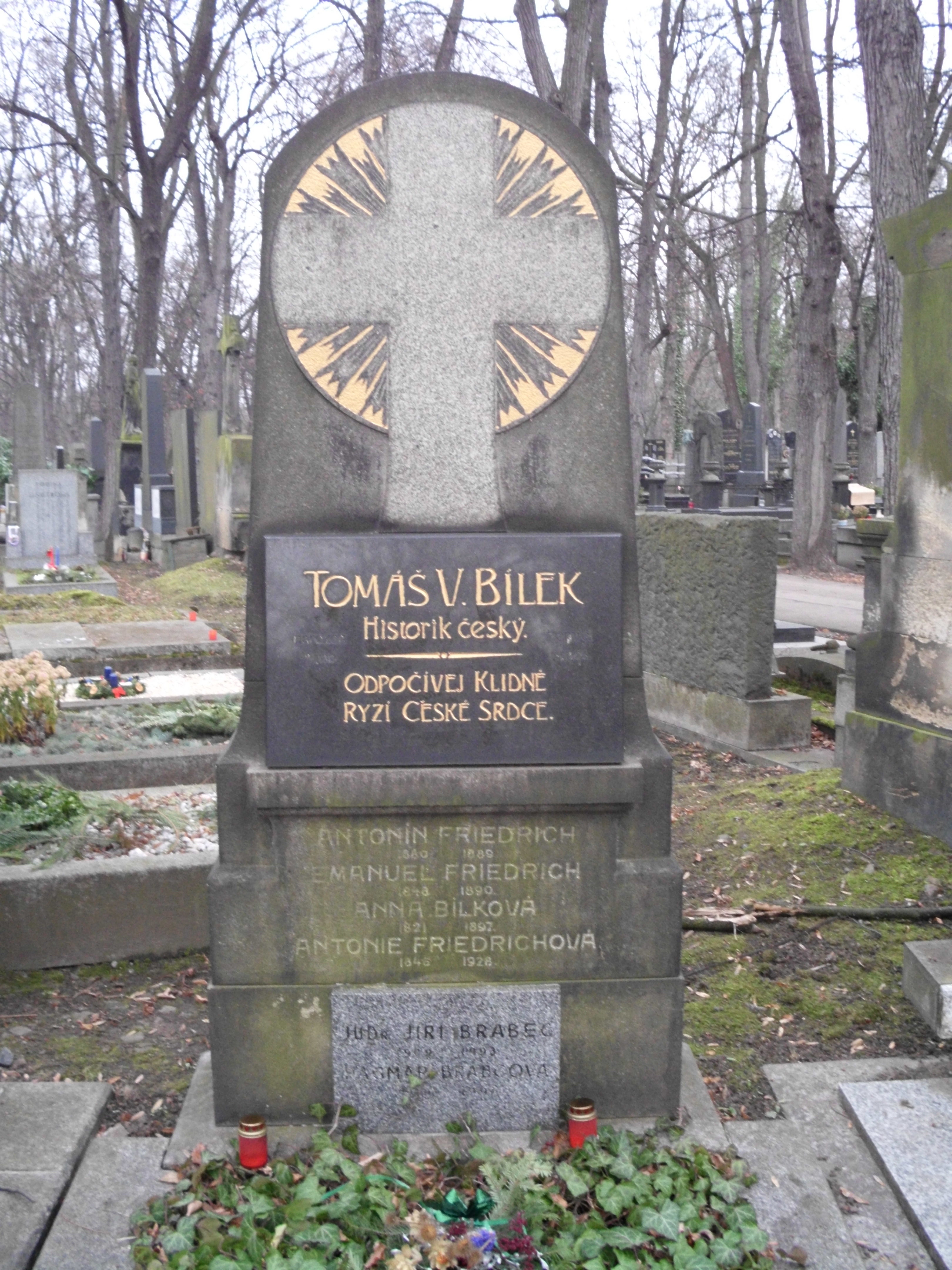
Náhrobek na Olšanských hřbitovech

Tomáš Václav Bílek (30. září 1819 Deštná – 6. března 1903 Praha) byl český středoškolský profesor a historik. Působil jako učitel v Litoměřicích, na Malé Straně a v Písku, později jako ředitel gymnázií v Hradci Králové a Praze. Roku 1873 byl z politických důvodů penzionován. V historických studiích (nejznámější je Dějiny konfiskací v Čechách po r. 1618) popsal útlak českého národa v pobělohorském období.

## Život
Narodil se 30. září 1819 v Deštné v jižních Čechách v rodině kováře, otec mu ale zemřel již v roce 1824. Podle původního plánu měl pokračovat v rodinném řemesle, ale místní farář si všiml jeho nadání a připravil ho k dalšímu studiu. Od roku 1832 navštěvoval gymnázium v Jindřichově Hradci, v letech 1838–40 absolvoval filosofická studia v Praze (spolu s Karlem Havlíčkem) a složil zkoušky z klasické filologie, rakouských dějin, pedagogiky, estetiky a českého jazyka.
Jeho první zaměstnání bylo jako auskultant na malostranském gymnáziu v letech 1841–43. Působil rovněž jako soukromý vychovatel princů rohanského rodu. Roku 1844 se stal suplentem na gymnáziu v Litoměřicích, kde se seznámil s Jungmannem, Čelakovským, Vinařickým a Markem. V následujícím roce se vrátil jako suplent či adjunkt na Malou Stranu. 2. dubna 1848 získal místo profesora na gymnáziu v Písku, kde od roku 1852 rovněž pořádal nedělní přírodopisné přednášky pro širokou veřejnost. Roku 1853 byl jmenován ředitelem gymnázia v Hradci Králové. Po čtrnácti letech (1867) se vrátil do Prahy jako ředitel akademického gymnázia v Praze.
Roku 1873 byl penzionován, údajně proto, že při volbách roku 1870 odmítl svou autoritou podpořit vládní kandidáty a vyvolal tak nelibost ministerského rady Virgila Grohmanna. (Jeho odchod do důchodu ale také souvisel s přesuny pražských středoškolských profesorů poté, co na německém malostranském gymnáziu po mnoha stížnostech Němců nahradili všechny české pedagogy; například nástupcem Bílka v čele akademického gymnázia se stal dr. Matyáš Kavka, dosavadní ředitel malostranského gymnázia.) Na žádost pražské městské rady pak až do roku 1876 vyučoval klasickou filologii na obecné střední škole na Malé Straně, poté se ale věnoval již jen vědecké a spisovatelské činnosti (viz níže).
Měl vyvinuté sociální cítění, věnoval se dobročinnosti. V roce 1862 pořádal sbírky pro stávkující krkonošské tkalce. O dva roky později věnoval škole v rodné obci 168 knih a řadu dalších učebních pomůcek. Roku 1896 založil nadaci na podporu školních dětí v Deštné.
Zemřel 6. března 1903 v Karlíně. Nekrolog ocenil jeho lásku k pravdě a pokroku, demokratické smýšlení a rozsáhlou historickou tvorbu, kterou přiblížil čtenářům období útlaku po bitvě na Bílé hoře. Pohřben byl 8. března na Olšanských hřbitovech po obřadu v karlínském chrámu, za účasti pražského starosty Srba, představitelů Karlína a mnoha učitelů i žáků.
T. V. Bílek byl mimořádným členem Královské české společnosti nauk. 8. srpna 1920 mu byla na rodném domě (Deštná čp. 129) umístěna pamětní deska.

## Rodina
Oženil se před rokem 1867 s Marií Terezií z Těchobuzi (1832-1887), bydleli na Starém Městě pražském a později na Vinohradech. Ve třech pražských pobytových přihláškách jsou manželé zapsáni sami, tedy jako bezdětní, v jedné přihlášce z roku 1899 se uvádí Bílek jako vdovec, bydlící se svou neteří Antonií Friedrichovou (1846-1928), rozenou Zavadilovou,, která byla dcerou jeho sestry Anny Bílkové (1821-1897), jména obou najdeme také na Bílkově náhrobní desce. V jediné přihlášce se Bílek uvádí ve staroměstském bytě v Havelské ulici čp. 499/I sám bez žen, ale s Tomášem Bílkem, narozeným roku 1835 a zapsaným jako jeho žák (Schüler). Životopisné články o Tomáši Bílkovi to nevysvětlují.

## Dílo
Proslavil se zejména historickými pracemi, v nichž popisoval pobělohorský útisk a kritizoval praktiky jezuitského řádu.
Knižně vyšly:
- Tovaryšstvo Ježíšovo a působení jeho v zemích království Českého vůbec a v kollegiu Pražském u sv. Klimenta zvláště (1873) Dostupné online
- Dějiny konfiskací v Čechách po r. 1618 (1882–3), velmi oceňované dílo, jímž zprostředkoval soudobým čtenářům pobělohorskou dobu.[7] Kniha získala cenu spolku Svatobor. Dostupné online (část první) Dostupné online (část druhá)
- Důchody a statky jesuitských kollejí a sídel na Moravě a v Slezsku zřízených a léta 1773 zrušených (1890)
- Statky a jmění kollejí jesuitských, klášterů, kostelů, bratrstev a jiných ústavů v království Českém od císaře Josefa II. zrušených (1893) Dostupné online
- Reformace katolická, neboli, Obnovení náboženství katolického v království Českém po bitvě bělohorské (1892) Dostupné online
- Dějiny řádu Tovaryšstva Ježíšova a působení jeho vůbec a v zemích království Českého zvláště (1896) Dostupné online (archive.org)

Dále napsal např.:
- O způsobu vyučování mládeže české na školách hlavních a středních za dob předešlých a nynějších (zpráva gymnázia v Hradci Králové za rok 1863)
- O genitivě ve větách záporných (tamtéž)
- O zkouškách maturitních na gymnasiích českých (Pokrok, r. 1881, č. 133 a 135)
- O poměrech českého a německého obyvatelstva v oboru středních škol (Pokrok, č. 218 a 232, též Politik r. 1873 č. 219 a 233)
- Snahy Jesuitů o navrácení se do zemí království Českého po r. 1618 (Sborník historický r. 1885)
- Stav far roku 1650–1652 v některých krajích Čech (Památky archeologické 1885)

Uveřejnil i několik spisů v němčině.